# Horní Růžodol
Horní Růžodol (německy Ober Rosenthal) je jednou ze čtvrtí statutárního města Liberce. Sousedí s Janovým Dolem, s Františkovem, s Dolním Hanychovem a s Jeřábem.

## Historie
První písemná zmínka o vesnici pochází z roku 1542.

## Doprava
Horní Růžodol je napojen na tramvajovou a autobusovou síť. Tramvaje zajišťují spojení s Ještědem i centrem celého krajského města, autobusy pak spojují Horní Růžodol s ostatními libereckými čtvrtěmi. Čtvrtí probíhá železniční trať Liberec – Česká Lípa, nachází se zde také nádraží Liberec-Horní Růžodol.